# Boys Ranch
Boys Ranch es un lugar designado por el censo ubicado en el condado de Oldham en el estado estadounidense de Texas. En el Censo de 2010 tenía una población de 282 habitantes y una densidad poblacional de 67,75 personas por km².

## Geografía
Boys Ranch se encuentra ubicado en las coordenadas 35°32′7″N 102°15′9″O / 35.53528, -102.25250. Según la Oficina del Censo de los Estados Unidos, Boys Ranch tiene una superficie total de 4.16 km², de la cual 4.14 km² corresponden a tierra firme y (0.62%) 0.03 km² es agua.

## Demografía
Según el censo de 2010, había 282 personas residiendo en Boys Ranch. La densidad de población era de 67,75 hab./km². De los 282 habitantes, Boys Ranch estaba compuesto por el 89.01% blancos, el 6.38% eran afroamericanos, el 1.77% eran amerindios, el 0% eran asiáticos, el 0% eran isleños del Pacífico, el 2.13% eran de otras razas y el 0.71% pertenecían a dos o más razas. Del total de la población el 10.64% eran hispanos o latinos de cualquier raza.